# Joachim Knychała
Joachim Knychała, noto anche come Vampiro di Bytom (Bytom, 8 settembre 1952 – Kraków, 28 ottobre 1985), è stato un serial killer polacco che assassinò cinque donne tra il 1975 e il 1982 nella regione industriale dell'Alta Slesia. Fu arrestato, condannato a morte e impiccato.